# Draguignan

Draguignan (en occitano Draguinhan, en español áurico, Draguiñán) es una ciudad del sur de Francia, en el departamento de Var, región de Provenza-Alpes-Costa Azul. Se sitúa a orillas del mar Mediterráneo, en la Costa Azul. 
Hasta 1974 fue la prefectura del departamento.

## Demografía
| 6 113 | 6 561 | 8 010 | 8 616 | 8 588 | 9 794 | 9 876 | 8 972 | 11 052 | 10 082 | 9 819 | 9 446 | 9 223 | 9 133 | 9 753 | 9 816 | 9 963 | 9 671 | 9 770 | 9 974 | 9 199 | 9 441 | 11 418 | 12 130 | 11 801 | 13 402 | 14 522 | 18 376 | 21 448 | 26 667 | 30 183 | 32 829 | 37 117 |
| Para los censos de 1962 a 1999 la población legal corresponde a la población sin duplicidades (Fuente: INSEE [Consultar]) |       |       |       |       |       |       |       |        |        |       |       |       |       |       |       |       |       |       |       |       |       |        |        |        |        |        |        |        |        |        |        |        |

## Lugares y monumentos
- Dolmen de  la Pierre de la Fée.
- Molinos de aceite.
- Capilla de Saint Hermentaire (siglo XII).
- Capilla de los Minimes (siglo XVII).
- Puertas de la ciudad condal.
- Museo de las Artes y Tradiciones Provenzales (ATP).
- Museo Municipal.
- Museo de Artillería.
- Torre del Reloj.
- Cementerio americano, en el que reposan los restos de casi 900 soldados.

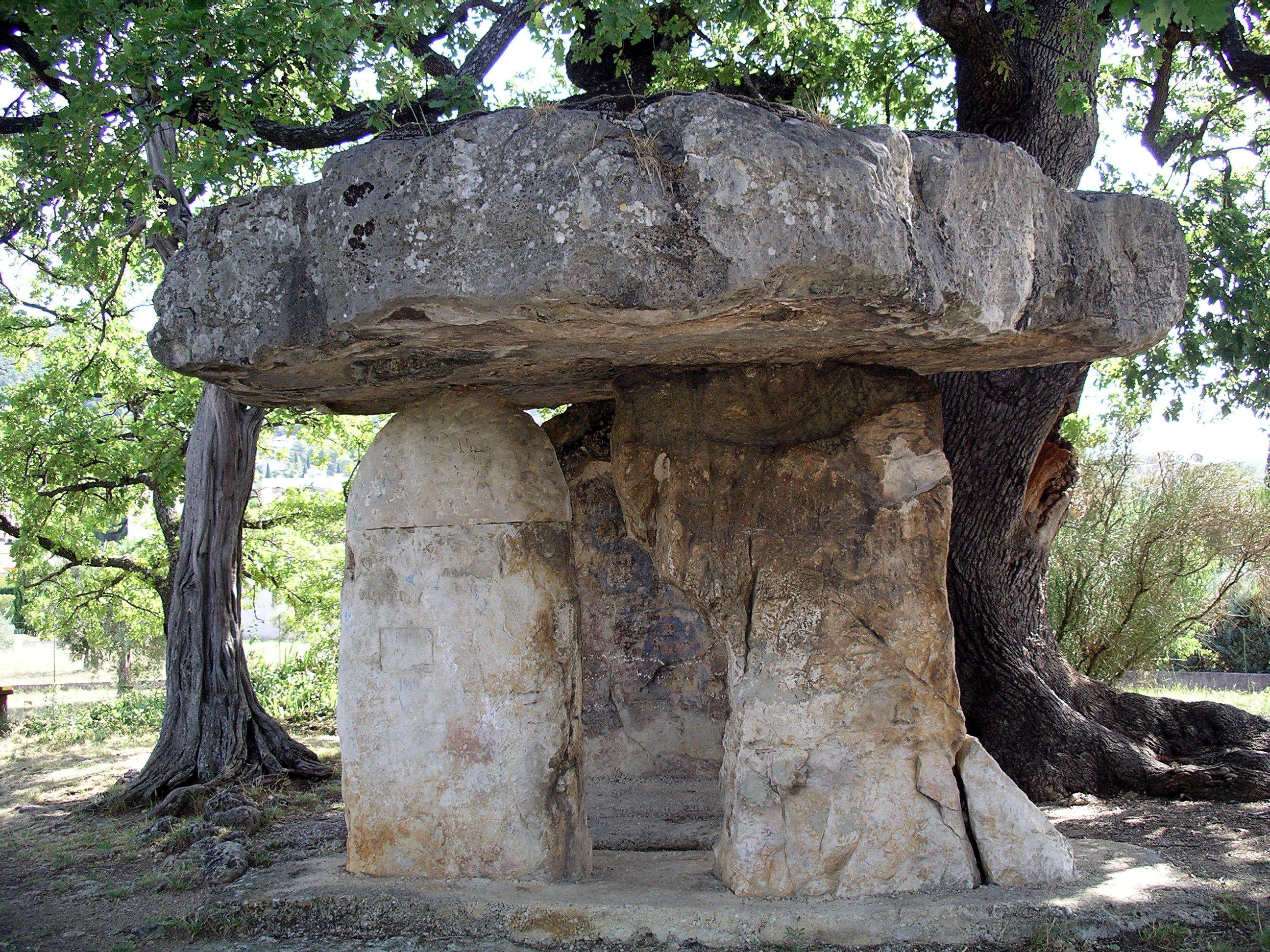
Pierre de la Fée.
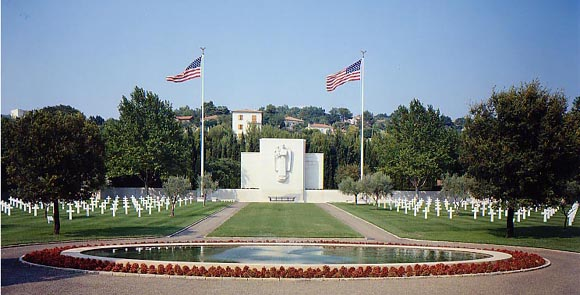
Cementerio americano.
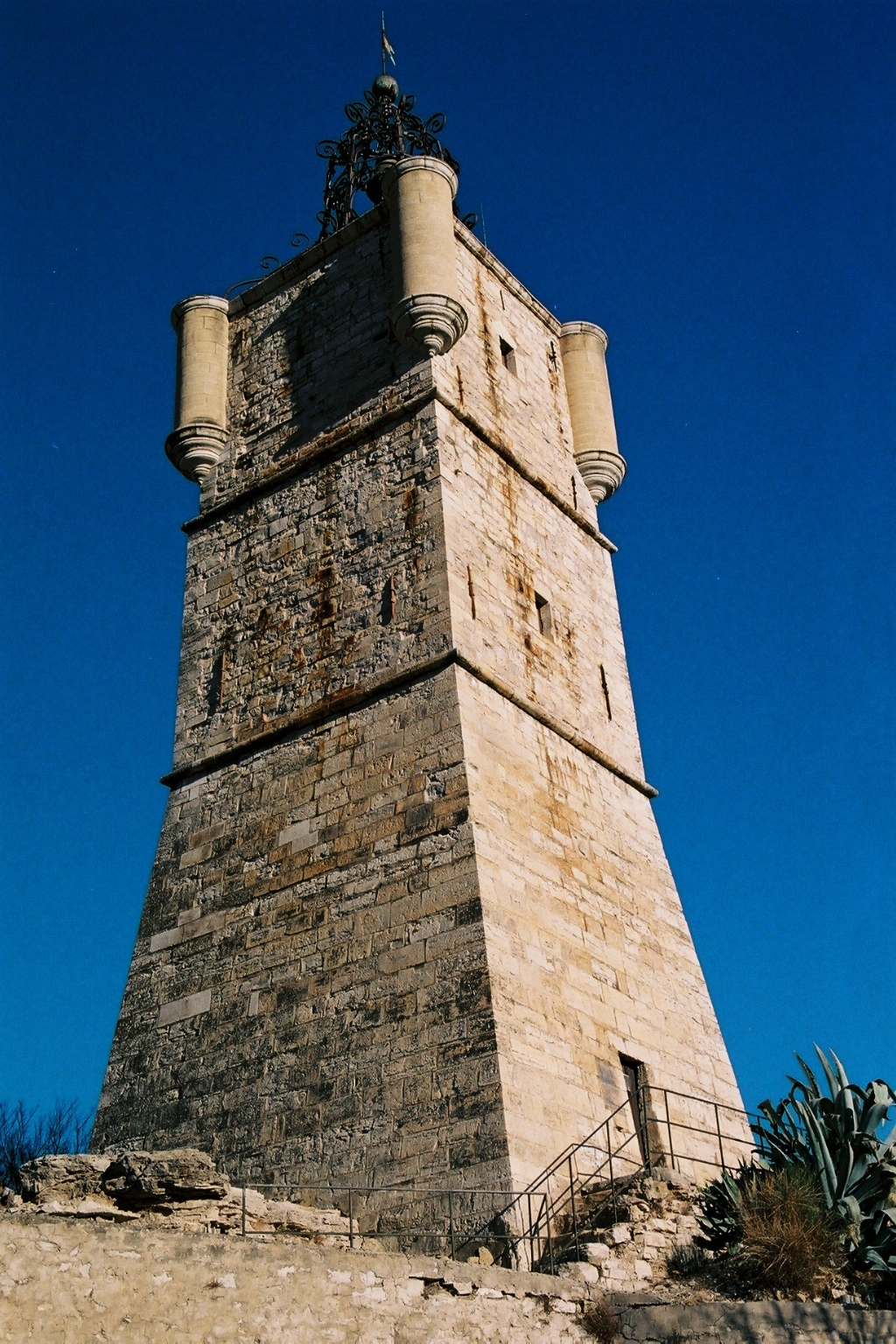
Torre del Reloj.
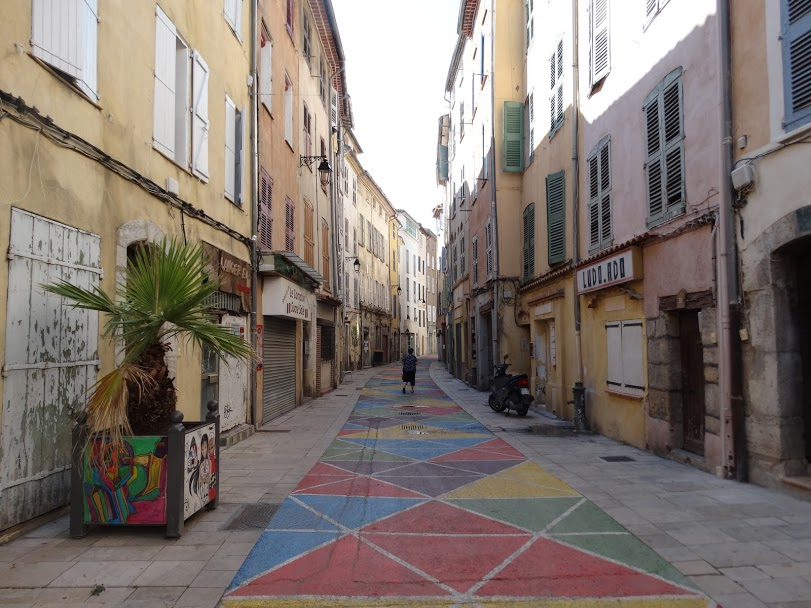
Arte callejero
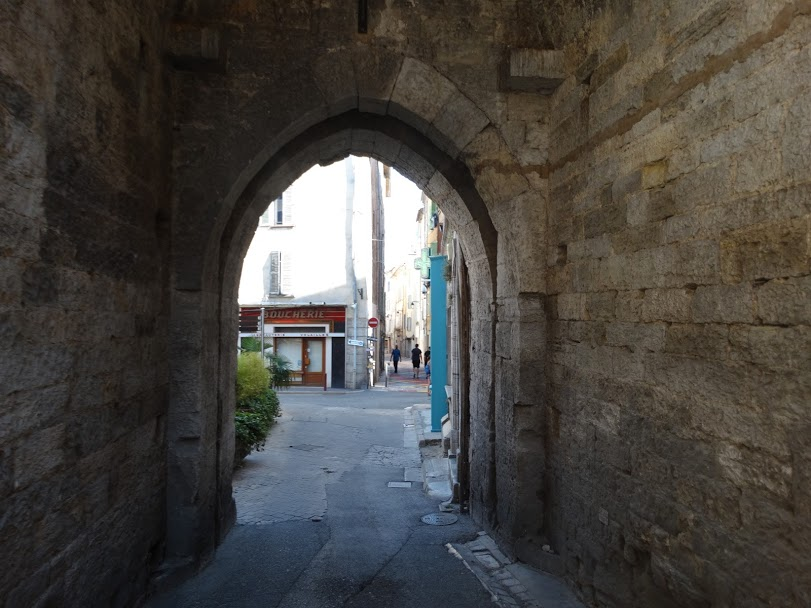
En el casco antiguo
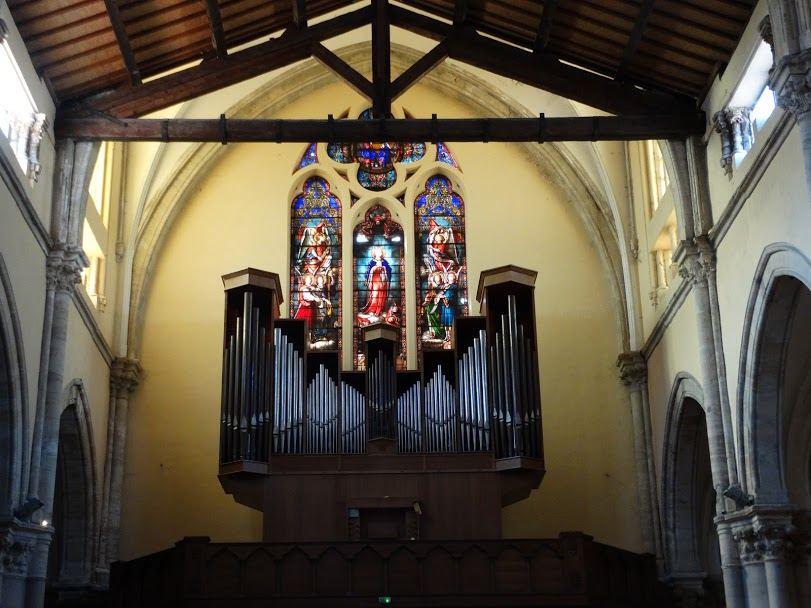
Órgano en la Iglesia de San Miguel
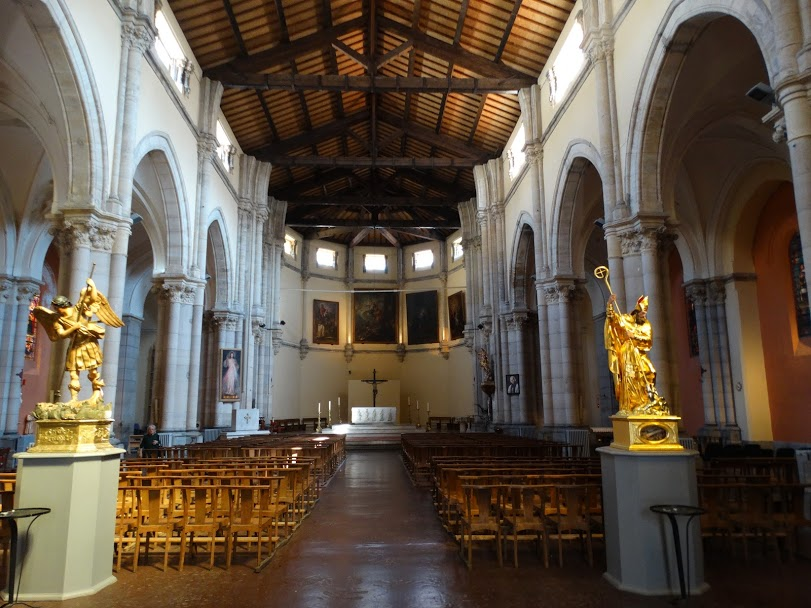
Iglesia de San Miguel

## Deporte
Es el final del Tour de Haut-Var.